# Aegophagamyia confusa
Aegophagamyia confusa är en tvåvingeart som först beskrevs av Surcouf 1913.  Aegophagamyia confusa ingår i släktet Aegophagamyia och familjen bromsar.
Artens utbredningsområde är Madagaskar. Inga underarter finns listade i Catalogue of Life.